# Vellefrie
Vellefrie là một xã ở tỉnh Haute-Saône trong vùng Franche-Comté phía đông Pháp. Xã có diện tích 5,91 km², dân số năm 2006 là 116 người. Khu vực này có độ cao từ 232-324 mét trên mực nước biển.